# Edward Kerridge
Edward J. "Ted" Kerridge (23 de setembro de 1904 – 1979) foi um ciclista britânico.
Em 1928, Kerridge defendeu as cores do Reino Unido nos Jogos Olímpicos de Amsterdã, competindo na prova de contrarrelógio por equipes.